# Antigliss (Textil)
Textiles Antigliss ist ein rutschfest (antigliss) ausgerüsteter Taft aus Polyamid(Stand 1997). Es wird vor allem für Skibekleidung verwendet, beispielsweise auch um Teppiche rutschfest zu machen. Die Eigenschaft „antigliss“ findet in der Werbung auch ansonsten Verwendung, unter anderem für rutschsicher gemachte Bettsocken.